# Magnolia fulva
Magnolia fulva este o specie de plante din genul Magnolia, familia Magnoliaceae. A fost descrisă pentru prima dată de Hung T.Chang și Bao Liang Chen, și a primit numele actual de la Richard B. Figlar.

## Subspecii
Această specie cuprinde următoarele subspecii:
- M. f. calcicola
- M. f. fulva